# Андрей Мацанов
Андрей (Андрея) Иванов Мацанов, наричан Ленски, е български просветен деец и революционер, деец на Вътрешната македоно-одринска революционна организация.

## Биография
Андрей Мацанов е роден в град Велес на 16 октомври 1880 година. В 1899 година завършва с четиринадесетия випуск Солунската българска мъжка гимназия. В Солун става член на ВМОРО. През 1902 година завършва химия в Софийския университет и става учител в Одрин. След избора на Спас Мартинов за член на ЦК на ВМОРО на негово място като председател на Одринския окръжен революционен комитет е избран Андрей Мацанов. Преподава в Одринската българска мъжка гимназия и ръководи дейността на Организацията в Одринско в периода 1903-1904 година. Ученикът му от Одринската гимназия Дамян Калфов пише за него:
| „ | Също млад момък и също така спретнат като Йордан Анастасов. Дали от пушене или от някакъв хронически катар в гърлото, той често покашлюваше в клас, късо, отсечено, и винаги, когато се закашляше, заковаваше се на мяско с ръка на педя разстояние от устата и дълго след това в тая замръзнала поза се взираше в дланта си, сякаш наблюдаваше как се боричкат там Коховите бацили. | “ |

След 1904 година става учител в Солунската гимназия. В 1906 година след случайно залавяне от властите на дневника на Мацанов избухва Мацановата афера, от която пострадват българското училищно и революционно дело в Солун и Солунско.
След избухването на Балканската война в 1912 година влиза в четата на Тодор Оровчанов на Македоно-одринското опълчение и с нея участва в освобождението на Велес от турците на 5 октомври 1912 година. По време на Първата световна война е в редовете на 2 полк на 11 дивизия.
След войната се заселва в Плевен и преподава в девическата и мъжката гимназия в града. Умира в Плевен през 1947 година.